# Juan Grande Román
Juan Grande Román (Carmona, 6 marzo 1546 – Jerez de la Frontera, 3 giugno 1600) è stato un religioso spagnolo dell'Ordine Ospedaliero di San Giovanni di Dio. Beatificato nel 1858, è stato proclamato santo da papa Giovanni Paolo II nel 1996.

## Biografia
Sin dalla giovinezza si dedicò all'assistenza ai carcerati e alla cura degli ammalati poveri, per i quali eresse a Jerez de la Frontera l'ospedale di Nostra Signora della Candelora.
Nel 1574 aggregò il suo ospedale all'ordine Ospedaliero di San Giovanni di Dio e fondò istituti simili in altre località della Spagna.
Si ammalò di peste assistendo i contagiati durante l'epidemia del 1600: morì il 3 giugno.

## Il culto
La causa del santo fu introdotta il 4 ottobre 1667; il 3 maggio 1775 fu pubblicato il decreto sulle virtù eroiche del religioso, che venne dichiarato venerabile.
Fu beatificato il 13 novembre 1858 da papa Pio IX.
Nel 1995 la Santa Sede dichiarò l'autenticità di un miracolo attribuito all'intercessione del beato (la guarigione, avvenuta nel 1932, di una suora feliciana di Cracovia da una otomastoidite purulenta acuta).
Fu proclamato santo in Piazza San Pietro a Roma il 2 giugno 1996: nella stessa cerimonia furono innalzati all'onore degli altari il martire lazzarista Giovanni Gabriele Perboyre e il francescano scalzo Egidio Maria di San Giuseppe.
Il suo elogio si legge nel Martirologio romano al 3 giugno, giorno della sua morte.